# مهر و موم استوانه آدم و حوا
مهر و موم استوانه آدم و حوا (انگلیسی: Adam and Eve cylinder seal) استوانه‌ای سنگی کوچک با منشأ پس از امپراتوری اکد است که قدمت آن بین ۲۲۰۰ تا ۲۱۰۰ پیش از میلاد است. این مهر دو پیکر نشسته، یک درخت و یک مار را به تصویر می‌کشد و قبلاً اعتقاد بر این بود که ارتباطی با آدم و حوا از سفر پیدایش را نشان می‌دهد. اکنون به عنوان یک نمونه معمولی از صحنه ضیافت اکدی دیده می شود.